# Metal Gear Solid V: The Phantom Pain
Metal Gear Solid V: The Phantom Pain — компьютерная игра в жанре action-adventure в открытом мире с элементами стелса, разработанная студией Kojima Productions под руководством геймдизайнера Хидэо Кодзимы и изданная компанией Konami для Windows, PlayStation 3, PlayStation 4, Xbox 360 и Xbox One в 2015 году. Игра входит в состав франшизы Metal Gear и служит одновременно продолжением предыдущих частей серии — Metal Gear Solid: Peace Walker и Metal Gear Solid V: Ground Zeroes — и приквелом первой игры серии, Metal Gear. По задумке разработчика, Ground Zeroes и The Phantom Pain должны вместе образовывать одно цельное повествование, Metal Gear Solid V. В 2016 году было выпущено издание Metal Gear Solid V: The Definitive Experience, включающее в себя обе игры вместе.
Действие Metal Gear Solid V: The Phantom Pain происходит в 1984 году. Главный герой Снейк после выхода из комы пытается создать новую армию наёмников взамен утраченной в Ground Zeroes и отомстить виновникам своего падения, ради чего участвует в тайных операциях в Афганистане времён советско-афганской войны и на анголо-заирской границе времён гражданской войны в Анголе. Подобно предыдущим играм серии Metal Gear, The Phantom Pain требует от игрока перемещаться незаметно и избегать встреч с противниками, например, при скрытом проникновении на военные базы; однако она является первой игрой в серии, в которой присутствует открытый мир — игрок может свободно перемещаться по обширной карте, самостоятельно выбирая задания, время и методы их выполнения.
Игра получила высокие оценки игровой прессы и ряд наград от различных изданий. Критики особенно высоко оценили геймплей игры, разнообразие игровых механик и предоставленную игроку свободу; некоторые издания, такие, как Famitsu, GameSpot и IGN, выставили игре наивысшую возможную оценку. Запутанный сюжет вызвал смешанные отзывы: хотя ряд изданий высоко оценил запоминающееся начало игры и постановку сюжетных сцен, некоторые обозреватели считали сюжет скомканным и не лишенным удовлетворительного финала. Поздние этапы разработки игры были связаны с конфликтом между командой разработчиков во главе с Кодзимой и компанией-издателем Konami; в результате этого конфликта студия Kojima Productions была закрыта, а Кодзима покинул Konami.

## Игровой процесс

Интерфейс игры. Снейк с холма изучает советский блокпост

В The Phantom Pain игрок управляет наёмником с позывным «Веном Снейк», иначе известным как Биг Босс, в открытом мире. Игровой процесс достаточно близок к игровому процессу предыдущей игры, Metal Gear Solid V: Ground Zeroes: при выполнении заданий игрок должен перемещаться между различными точками игрового мира как можно более скрытно, прятаться от врагов и оставаться незамеченным. Снейк использует на поле боя разнообразное снаряжение, включая бинокли, карты, пистолеты, автоматы и взрывные устройства. В соответствии с традициями серии, The Phantom Pain поощряет игрока на прохождение без убийств и использование против врагов нелетального оружия, такого, как пистолет, стреляющий дротиками с транквилизатором. Игроки могут перемещаться по игровому миру множеством способов: пешком, верхом на лошади, на автомобилях или танках; в некоторых местах карабкаться по скалам.
Точками интереса и целями заданий в открытом мире являются военные базы, укрепления и аванпосты разных размеров и с разными степенями защиты; большинство заданий требует скрытого проникновения внутрь — например, от Снейка может требоваться захватить аванпост, освободить заложников или выкрасть документы. Все базы устроены по-разному, и игрок может найти на них скрытые пути и тайники; однако в дикой местности за пределами баз практически нет каких-либо секретов или побочных занятий, кроме сбора припасов и охоты на диких животных. В мире игры происходят случайные события, часто неподконтрольные игроку — например, стая волков может напасть на патруль, а ясная погода смениться песчаной бурей или тропическим ливнем. Вооружение и поведение противников меняется в зависимости от деятельности игрока — например, если игрок предпочитает нейтрализовывать врагов выстрелами в голову, многие вражеские солдаты начинают носить каски, а нападения под покровом тьмы приводят к появлению патрульных с приборами ночного видения.
Важной частью игры является развитие главной базы, где Снейк проводит время между миссиями и где разрабатываются новое оружие и способности для Снейка. Для расширения базы игроку необходимы сотрудники, деньги и материалы — игрок добывает их на поле боя, похищая вражеских солдат, технику и разнообразные ценные предметы. Это расширение как обеспечивает для игрока поддержку на поле боя, так и позволяет открыть многочисленные новые виды оружия, техники и предметов. «Система Фултона» позволяет скрытно переправлять на базу вражеских солдат и даже диких животных. Похищение противников с особыми способностями открывает для игрока новые возможности — например, если игроку удастся захватить переводчика с русского языка, изначально говорящий только по-английски Снейк сможет понимать переговоры советских солдат и допрашивать пленников. Хотя невозможно проиграть игру из-за плохого менеджмента, игрок не сможет продвинуться по сюжету, если не будет развивать и расширять базу.

### Многопользовательские режимы
The Phantom Pain содержит два многопользовательских режима. Metal Gear Online представлял собой отдельную от основной игры сетевую компоненту. В этом режиме игрок управлял отдельным персонажем – не Снейком — и должен выбрать для него один из трёх классов: боец, снайпер или шпион. Класс жестко привязывается к персонажу, и изменить его нельзя; позже Metal Gear Online разрешает создать новых персонажей с другими классами. В режиме, даже несмотря на соревновательный формат игры, не было выделенных серверов – игроки присоединялись к одному игроку-«хосту», который мог, если хотел, «выкинуть» других игроков из игры. Metal Gear Online содержал три формата игры: Bounty Hunter, Comm Control и Cloak and Dagger. Они использовали то же управление и основные игровые механики, что и однопользовательская игра. Bounty Hunter представлял собой deathmatch-режим, где игроки должны были сражаться друг с другом, пока не останется один победитель; в Comm Control две противостоящие друг другу команды должны были защищать или оборонять контрольные точки. Cloak and Dagger был примечателен асимметричным геймплеем: одна команда, имеющая лишь нелетальное оружие и маскирующие устройства, должна была тайно выкрасть «диски с секретными данными», которые охраняла другая команда с огнестрельным оружием. Metal Gear Online получил отрицательные отзывы прежде всего из-за нестабильного подбора игроков и отсутствия выделенных серверов.
В однопользовательскую игру также встроен массовый многопользовательский сетевой режим FOB — «передовых баз» (англ. forward operation bases). Игрок создаёт дополнительные «передовые базы», которые приносят дополнительные ресурсы, но другие игроки могут в реальном времени проникнуть на эти базы и украсть накопленные на них ценные ресурсы. Если сам построивший игрок в этот момент находится в игре, он получает соответствующее уведомление и можете перенестись на «передовую базу» и сразиться с враждебным «вторженцем» один на один. Эти поединки между игроками отделены от Metal Gear Online и напоминают похожие «вторжения» в Dark Souls. Для борьбы с вторжениями игрок также может собирать и устанавливать на передовых базах различные охранные системы — в этом режим FOB напоминает игры жанра tower defense. Режим FOB опционален, и игрок может не создавать ни одной передовой базы, если не хочет.

## Сюжет

### Предыстория
В игре Metal Gear Solid: Peace Walker Снейк (Биг Босс) создал и возглавил частную военную компанию Militaires Sans Frontières (MSF), вовлечённую в военный конфликт в Коста-Рике. В ходе событий игры Снейк и его товарищи вскрыли запутанный заговор вокруг разработки Peace Walker — шагающего танка, несущего на борту ядерное оружие. MSF уничтожила Peace Walker, но с помощью его создателя — конструктора Хью Эммериха — начала создание собственного аналога под названием Metal Gear ZEKE. Попытка героини Паз, оказавшейся агентом американской спецслужбы «Шифр», украсть Metal Gear ZEKE была сорвана Снейком. В игре Metal Gear Solid V: Ground Zeroes Снейк был вынужден спасать Паз с военной базы на территории Кубы, но попал в ловушку, расставленную Черепом — таинственным агентом «Шифра». В отсутствие Снейка главная база MSF в Карибском море была атакована и уничтожена отрядом XOF, подчиняющимся Черепу, а сам Снейк был тяжело ранен в результате взрыва бомбы, вшитой Черепом в тело Паз.

### События игры
В 1984 году, девять лет спустя, начинается действие Metal Gear Solid V: The Phantom Pain: главный герой, потерявший в результате взрыва левую руку, выходит из комы в британском военном госпитале базы Декелия на Кипре. Госпиталь атакует спецназ XOF, уничтожающий пациентов и врачей, но герою удаётся спастись из рук женщины-солдата XOF и сбежать благодаря помощи пациента с забинтованным лицом, называющего себя «Измаил». Герои сталкиваются также со сверхъестественными врагами, убивающими солдат XOF — Третьим ребёнком и Горящим человеком. После погони Измаил исчезает, а Снейка встречает союзник — наёмник по прозвищу Револьвер Оцелот. Оцелот работает на организацию Diamond Dogs, созданную одним из старых соратников Снейка, Казухирой Миллером, в попытке возродить Militaires Sans Frontières — на этот раз с главной базой на Сейшельских островах. Сам Миллер без вести пропал в Афганистане, где идёт советско-афганская война – его спасение из плена у Советской Армии становится первой операцией Снейка во главе Diamond Dogs. Под руководством Снейка организация растёт и крепнет, к ней присоединяются новые персонажи, в том числе Молчунья — бывший снайпер «Шифра», и мальчик Элай (Ликвид Снейк, будущий антагонист Metal Gear Solid).
Выполняя различные задания в Афганистане, Снейк узнаёт, что Череп с помощью Хью Эммериха разрабатывает новое сверхоружие, подобное Metal Gear ZEKE, под названием «Сахелантроп» — на сей раз это прямоходящий робот огромных размеров. В Африке Снейк сталкивается с исследованиями на людях: в месте под названием Nzo ya Badiabulu, «Дом Дьявола», он находит множество умирающих от некоего лёгочного заболевания африканцев, которым на магнитофонах проигрываются записи на разных языках. Вскоре эпидемия неизвестной болезни распространяется и на главную базу Diamond Dogs. Чтобы победить её, Снейк прибегает к помощи ещё одного бывшего сотрудника Черепа — старого микробиолога-навахо, скрывающегося под псевдонимом Code Talker. Code Talker сообщает героям, что в центре африканских исследований Черепа находятся «голосовые паразиты» — организмы, живущие в голосовых складках горла и реагирующие на речь хозяина. По уверениям Code Talker, эти организмы когда-то сыграли огромную роль в эволюции человека, подарив ему способность к речи. Штаммы паразитов, разработанные людьми Черепа, воспринимают речь на определённом языке как сигнал к бурному размножению, убивая носителя; таким образом, они являются идеальным инструментом для этнических чисток, убивая только определённые народы.
Снейк находит Черепа в ОКБ «Ноль», тайной крепости в горах Афганистана. Противник Снейка раскрывает свои планы: он не сотрудничает с американским «Шифром», но работает против него, желая использовать в глобальных масштабах разновидность голосовых паразитов, реагирующую на английский язык. «Сахелантроп» и подобные ему машины должны обеспечить превосходство Черепа в новом мире, лишённом английского языка. Тем не менее, когда Череп демонстрирует Снейку «Сахелантроп», робот приходит в движение и самостоятельно покидает ангар, уничтожая пытающихся остановить его солдат XOF. Снейку удаётся выиграть битву с «Сахелантропом»; Череп получает тяжёлые раны, и герои добивают его. Повреждённый «Сахелантроп» на вертолётах вывозят на главную базу.
В последующих миссиях Снейк в последний раз сталкивается с Горящим человеком, которым оказывается ранее появлявшийся в Metal Gear Solid 3: Snake Eater полковник ГРУ Евгений Волгин; добывает из старой лаборатории Эммериха Mammal Pod — компьютер с искусственным интеллектом, сыгравший заметную роль в Metal Gear Solid: Peace Walker. Вскоре на карантинной платформе главной базы происходит новая вспышка инфекции, вызванной голосовыми паразитами: на этот раз мутировавшие паразиты заражают и убивают сотрудников Diamond Dogs без разбора, и Снейк собственноручно расстреливает всех заражённых, опасаясь, что вырвавшаяся на свободу инфекция погубит весь мир. Элай с помощью «Третьего ребёнка» сбегает с главной базы, угнав отремонтированный «Сахелантроп». Мнимая немота Молчуньи объясняется заражением голосовыми паразитами, которые должны пробудиться, если героиня заговорит по-английски; когда обстоятельства все же заставляют её заговорить, Молчунья покидает Снейка, исчезая в пустыне. Погибшая в Ground Zeroes Паз появляется на Главной базе — это не более чем видение, воплощение угрызений совести Снейка, который обвиняет себя в гибели девушки.
Одна из последних миссий игры является повторением пролога со спасением Снейка и «Измаила» из больницы с некоторыми новыми подробностями — в ней сообщается, что главный герой игры Веном Снейк являлся не настоящим Биг Боссом (Нейкидом Снейком из предыдущих игр серии), но двойником — полевым врачом MSF, который в концовке Metal Gear Solid V: Ground Zeroes находился в том же вертолёте, что и Биг Босс, извлёк бомбу из тела Паз и закрыл собой Биг Босса от взрыва. С помощью пластической хирургии и «гипнотерапии» ему были приданы внешность и личность Биг Босса. Настоящим Биг Боссом был Измаил, таким образом скрывшийся от своих врагов. В конце игры Веном Снейк у зеркала слушает с кассеты обращённый к нему монолог Нейкида Снейка, который заявляет, что они оба оставили след в истории и что Веном Снейк обладает полным правом носить имя «Биг Босс». Обновлённая хронология игр серии, показанная в виде титров, сообщает, что именно Веном Снейк в качестве Биг Босса противостоял игроку в Metal Gear.

## Разработка

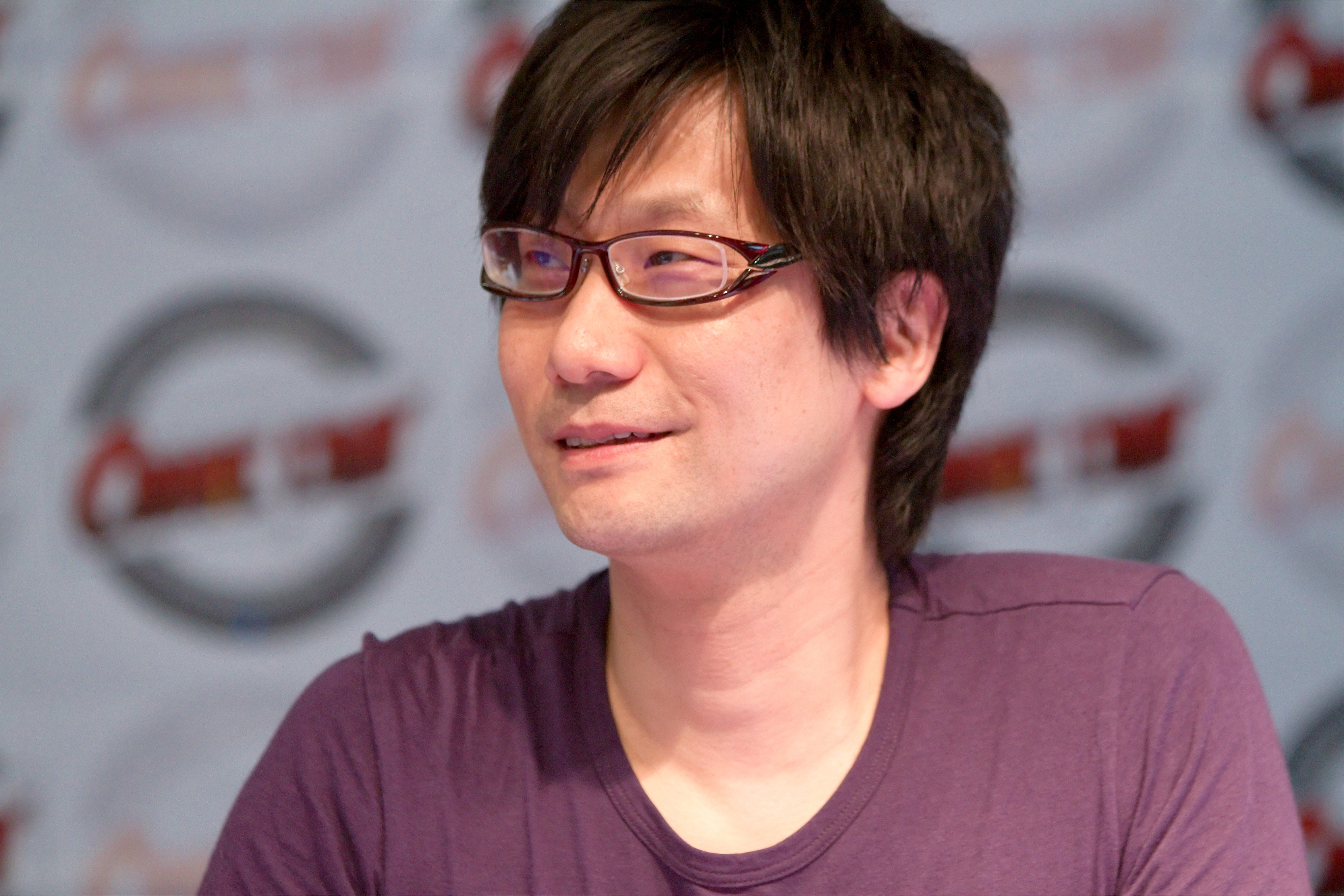
Хидэо Кодзима, руководитель разработки Metal Gear Solid V: The Phantom Pain

В ноябре 2011 года Хидэо Кодзима дал обширное интервью британскому журналу PlayStation Official Magazine – UK, в котором упомянул, что ему в будущем «придётся» создать новую Metal Gear Solid — несмотря на завершение истории Солида Снейка в Metal Gear Solid 4 — и что он работает над неким проектом под названием Project Ogre, более «сдержанным» и менее кинематографичным по сравнению с Metal Gear Solid 4. В телефонном интервью CNN он сообщил, что Project Ogre должен стать игрой с открытым миром, где игрок мог бы перемещаться свободно и находить новые места и приключения даже спустя сотню часов игры. Кодзима также опубликовал в своём Twitter первые скриншоты Project Ogre с изображением солдат и военной техники на фоне пустынного гористого пейзажа.
В феврале 2012 года студия Kojima Productions объявила о кампании Development Without Borders по набору сотрудников для грядущего проекта, описанного как «новейшая игра серии Metal Gear Solid для самых современных консолей и ПК». Материалы, размещённые в интернете и на стенде Kojima Productions на конференции Game Developers Conference в марте того же года, сообщали о вакансиях в японском и калифорнийском подразделениях студии; в частности, студия искала программистов для создания «технологий для игрового движка следующего поколения».
В 2012 году была анонсирована очередная часть серии Metal Gear — Metal Gear Solid: Ground Zeroes, сначала на закрытом мероприятии в честь двадцатипятилетия серии в августе 2012 года, потом на выставке Penny Arcade Expo несколькими днями спустя. Хидэо Кодзима объявил, что она также должна стать игрой с открытым миром и прологом к настоящей Metal Gear Solid V, однако отрицал, что Project Ogre и Ground Zeroes — одна игра. Это заставило некоторых журналистов предположить, что Project Ogre и есть Metal Gear Solid V.
На мероприятии Spike Video Game Awards в декабре 2012 года был показан трейлер игры под названием The Phantom Pain, разрабатываемой некоей шведской студией Moby Dick Studio под руководством некоего «Йоакима Могрена» (англ. Joakim Mogren). Журналисты и пользователи социальных сетей заподозрили, что имеют дело с мистификацией и на самом деле речь о Metal Gear Solid V: в логотипе The Phantom Pain было оставлено пустое место для букв Metal Gear Solid V; имя Joakim было анаграммой от Kojima, а фамилия Mogren содержала слово Ogre — как в Project Ogre; сотрудники с символикой «Moby Dick Studio» на Spike Video Game Awards находились в VIP-зоне для сотрудников Konami. В самом трейлере появлялись персонажи, напоминающие героев из предыдущих игр серии. В марте 2013 года «Йоаким Могрен» дал шуточное интервью телепрограмме GameTrailers TV; при этом, подобно одному из персонажей трейлера, «Йоаким Могрен» появился в студии с головой, замотанной бинтами, которые открывали только глаза и рот. Были распущены слухи, что показанный в телепрограмме «Йоаким Могрен» является не живым человеком, а моделью, созданной с помощью компьютерной графики. Позже Хидэо Кодзима разоблачил свою мистификацию, признавшись, что хотел поднять шум в социальных сетях и привлечь интерес к игровому движку FOX Engine; роль «Йоакима Могрена» исполнял актёр, говорящий по-шведски. Вскоре на конференции разработчиков игр GDC 2013 Кодзима официально анонсировал игру как Metal Gear Solid V: The Phantom Pain, объявив, что The Phantom Pain вместе с Ground Zeroes являются единым целым, образующим Metal Gear Solid V. На этой же конференции был показан дебютный трейлер игры, сопровождённый песней «Not Your Kind of People» с одноимённого альбома шотландско-американской рок-группы Garbage.
Частичное совпадение названий между играми Metal Gear Solid V: The Phantom Pain и Metal Gear Solid V: Ground Zeroes Кодзима и его сотрудники объясняли тесной связью между играми: Ground Zeroes должна была служить прологом к The Phantom Pain, и вместе эти две игры должны были составлять единое произведение — Metal Gear Solid V. Дизайнер Кэнъитиро Имаидзуми даже заявлял, что это «одна и та же» игра. В то время как в названиях предыдущих игр серии использовались арабские цифры, в Metal Gear Solid V цифра «пять» римская — таким образом разработчики хотели подчеркнуть обновление, «переизобретение» серии в условиях жесткой конкуренции с западными играми; эта цифра также может читаться как латинская буква «V», и Кодзима заявлял, что она также означает слово victory (с англ. — «победа»): «этот переход от 5 к V символизирует нашу волю к победе, V значит „победа“».
Хотя на момент анонса игра была запущена на персональном компьютере, в параллельной разработке находились версии и для игровых консолей. В интервью на выставке E3 2013 в ответ на вопрос о версии для ПК Кодзима заявил: «Мы делаем её, и она будет на равных с версиями для PlayStation 4 и Xbox One»; тем не менее, версия для ПК на тот момент не являлась приоритетной. Версии для консолей были официально анонсированы в 2013 году во время выставки Electronic Entertainment Expo 2013 в Лос-Анджелесе: сначала на пресс-конференции Microsoft была представлена версия для Xbox One, а на следующий день — и версия для PlayStation 4.
В ходе разработки Кодзима заявлял, что игра будет «слишком большой», чтобы её можно было пройти на все сто, и ожидал, что игроки будут жаловаться, что у них не получается это сделать; по его словам, The Phantom Pain станет «в двести раз больше, чем Ground Zeroes». Также одной из целей Кодзимы при разработке было связать игрока со Снейком через общую мотивацию — месть за разрушение MSF, строившейся на протяжении Peace Walker; с этой же целью было решено поставить Снейка «в то же положение, в каком был бы игрок, впервые играющий в Metal Gear Solid».
Кодзима признавался, что хотел бы видеть Metal Gear Solid V своей действительно последней игрой во франшизе Metal Gear.

### Озвучивание и захват движения
«На самом деле, в этот раз Снейк вообще будет мало говорить. MGSV: TPP — игра в открытом мире, в которой главное — дать свободу геймеру, управляющему Снейком. Снейк сам по себе будет больше похож на немого протагониста, вроде Безумного Макса в „Воине дороги“. Развивать историю будут персонажи вокруг него».

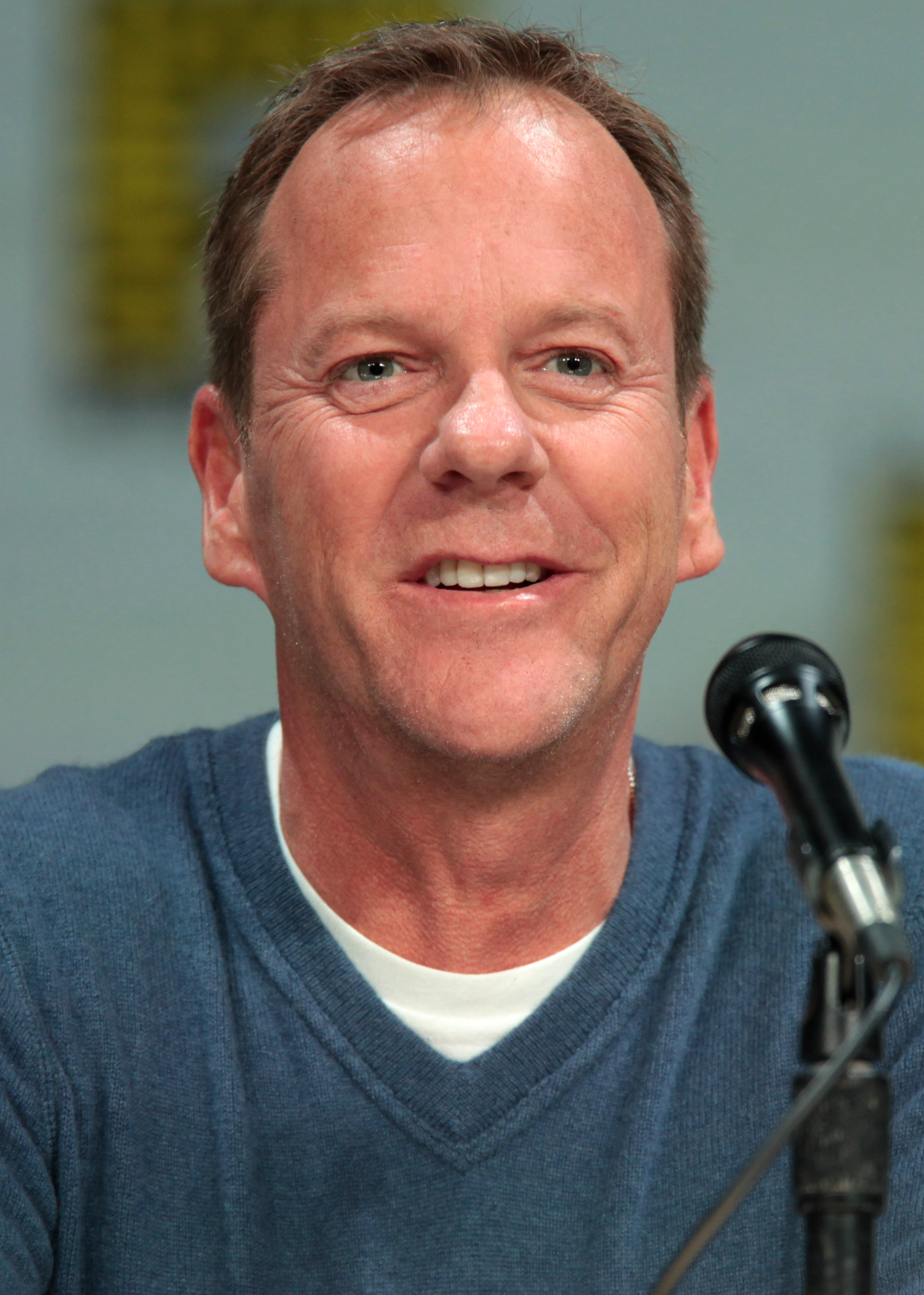
Актёр Кифер Сазерленд озвучил Снейка и послужил моделью для создания внешности и мимики персонажа с помощью технологии захвата движения

В работе над игрой интенсивно использовалась технология захвата движения. Вместо обычного озвучивания персонажей разработчики прибегали к «захвату актёрской игры» (англ. performance capture) — сцены из игры разыгрывали с живыми актёрами, одновременно записывая и голоса, и анимацию их движений, особенно мимику лиц с помощью закрепленных на голове камер и наклеенных на лицо меток. Эти записи скорее напоминали съемки фильма, и им предшествовали долгие репетиции и читки сценария, на которых Кодзима объяснял собранным актёрам сюжет и отношения между персонажами и отвечал на вопросы. Большинство сцен игры снимали в хронологическом порядке, от начала к концу.
За озвучивание и  главного героя Снейка отвечал новый актёр Кифер Сазерленд. Ранее во всех играх серии обоих персонажей под псевдонимом Снейка — и Солида Снейка, и Биг Босса — озвучивал другой актёр, Дэвид Хейтер. При этом в дублированной японской версии игры Снейка, как и прежде, озвучивал сэйю Акио Оцука. По словам Хидэо Кодзимы, при подборе актёра на роль Снейка он хотел, чтобы Снейк «выражал свои чувства более изящно, чем ранее — не посредством слов, а через мимику и голосовые интонации»; поэтому ему [Кодзиме] «нужен был человек, чья мимика и голос в самом деле соответствовали мужчине, которому далеко за 40. Это совсем не похоже на все, что мы делали ранее». Взять на роль Сазерленда предложил продюсер и режиссёр Ави Арад: он считал, что именно Сазерленд наиболее полно подходит под эти требования. В интервью IGN в марте 2015 года Кодзима, обсуждая образ Снейка, сообщил, что герой в Metal Gear Solid V не будет говорить так же много, как прежде; целью Кодзимы и его команды при этом было, по его словам, сблизить Снейка с игроками, действия которых определяют действия своего персонажа.
Наряду с Сазерлендом в состав актёров английской версии игры вошли Трой Бейкер в роли Оцелота; Джей Таваре в роли Code Talker; Джеймс Хоран в роли Черепа; Робин Аткин Даунс в роли Казухиры Миллера; Кристофер Рэндольф в роли Хью Эммериха и Пьерс Стаббс в роли Элая; в японской версии игры их роли дублировали сэйю Сатоси Миками, Осаму Сака, Такая Хаси, Томокадзу Сугита, Хидэюки Танака и Ютаро Хондзё соответственно. Нидерландская фотомодель Стефани Юстен сыграла с помощью захвата движения немую девушку-снайпера Молчунью.

### Разрыв между Кодзимой и Konami
Затянувшаяся на годы разработка игры и её огромный бюджет — по сообщению «Никкэй», к апрелю 2015 года на Metal Gear Solid V было потрачено 80 миллионов долларов США — вызывали недовольство менеджеров Konami. Эта ситуация касалась не только Кодзимы: производственная культура в игровом подразделении Konami ухудшилась после огромного успеха мобильной игры Dragon Collection (2010). Разработка таких игр обходилась очень дёшево, а прибыли от них и рентабельность были выше, чем у дорогостоящих игр для домашних консолей. Весной 2015 года генеральный директор компании Хидэки Хаякава объявил о намерении сменить курс компании и сосредоточиться на мобильных играх. По мнению обозревателя The New Yorker Саймона Паркина, именно желание компании Konami ориентироваться на мобильные игры и нежелание Кодзимы следовать этому курсу привели к закрытию его студии. Компания применяла к разработчикам игр необычные и неприятные меры — например, работников отпускали на обеды только по карточкам учёта рабочего времени, не справляющихся с возложенными обязанностями рядовых сотрудников переводили на низовые должности сборщиков игровых автоматов, охранников и уборщиков. Кодзима «впал в немилость» из-за задержек с выпуском The Phantom Pain. Вложения в The Phantom Pain были слишком рискованными для переживающей не лучшие времена компании: с учётом дополнительных маркетинговых затрат, необходимо было продать 5-6 миллионов копий игры только для того, чтобы вернуть вложенные в проект средства.
Весной 2015 года компания Konami объявила о своих планах по реорганизации, при этом Кодзима и его студия Kojima Productions перестали занимать прежнее положение внутри Konami. Имя Кодзимы было убрано с планируемой обложки игры Metal Gear Solid V: The Phantom Pain и даже из материалов, связанных с другими играми — Metal Gear Solid V: Ground Zeroes и Metal Gear Solid: The Legacy Collection; Konami отменила ещё один крупнобюджетный проект Кодзимы — Silent Hills. В марте 2015 года Konami переименовала подразделение Kojima Productions в Лос-Анджелесе, отвечавшее за многопользовательский режим Metal Gear Online, в Konami Los Angeles Studio, а в ноябре – спустя всего два месяца после выхода игры – окончательно закрыла эту студию и уволила более 20 работавших в ней сотрудников.
Кодзима не принимал участия в церемонии вручения наград, связанных с Metal Gear Solid V: The Phantom Pain; так, на церемонии вручения Playstation Awards в Токио в декабре 2015 года награды вместо разработчика забрал сотрудник Konami, а на церемонии вручения премий Game Awards в Лос-Анджелесе — Кифер Сазерленд, причём ведущий церемонии Джефф Кейли объявил, что Кодзима намеревался прибыть на церемонию, но компания Konami запретила ему это делать.

### Скрытые и вырезанные материалы
Игра в своём релизном варианте состоит из пролога и двух неравных по размерам и содержанию глав, тогда как в Metal Gear Solid 4: Guns of the Patriots таких глав было пять. Вторая глава игры включает в себя намного меньше сюжетных сцен и в значительной степени состоит из повторов миссий из первой части; сюжетные эпизоды в ней слабо связаны друг с другом. Ряд сюжетных моментов, присутствовавших в трейлерах или анонсированных разработчиком, не появляется в игре. Вскоре после выхода игры в файлах PC-версии была найдена заставка третьей главы под названием Peace (рус. «Мир») и «секретная концовка» — видеовставка, посвящённая ядерному разоружению; Konami пришлось опубликовать специальную инструкцию о том, как разблокировать эту концовку.
Среди дополнительных материалов в издании Collector’s Edition есть видеоролик, показывающий в виде набора раскадровок, закадровых монологов и незаконченных сцен завершение одной из сюжетных линий игры, «миссию 51», посвящённую Элаю (Ликвиду Снейку) и пропавшему «Сахелантропу». Эта миссия позволила бы закрыть многие дыры в сюжете Metal Gear Solid V: The Phantom Pain и окончить игру запоминающейся битвой с финальным боссом; неизвестно, была ли она вырезана по собственному решению Хидэо Кодзимы или под давлением компании-издателя Konami, добивающейся как можно более раннего выпуска незаконченной игры.

## Выпуск и сопутствующая продукция
Игра Metal Gear Solid V: The Phantom Pain была выпущена одновременно во всем мире 1 сентября 2015 года в нескольких изданиях. Издание Day One Edition для каждой платформы включало в себя ваучеры с кодами для загружаемых дополнений — нескольких видов оружия и очков опыта для Metal Gear Online. Североамериканское издание Collector’s Edition для PlayStation 4 Collector’s Edition включало в себя металлическую коробку Steelbook для диска игры и миниатюрную модель механической руки Снейка; японское издание Premium Package также включало в себя модель руки Снейка, но на этот раз полноразмерную — с мая 2016 года эта модель выпускалась и в качестве отдельного изделия для коллекционеров. Компания Sony — производитель игровой консоли PlayStation 4 — выпускала ограниченное издание консоли, оформленной в стиле Metal Gear Solid V: The Phantom Pain, с самой игрой в комплекте. Диски с версией для PC не содержали собственно игры, а только лицензионный ключ и программу установки клиента сети цифровой дистрибуции Steam; файлы игры должны были быть загружены через интернет.
Параллельно с игрой был выпущен ряд сопутствующих продуктов. Компания Sony выпустила оформленные в духе игры версии кассетного аудиоплеера Walkman, смартфонов Xperia Z4 и Xperia J Compact, планшета Xperia Z3 Tablet Compact, с соответствующими цветами и эмблемами и игры, предустановленной музыкой и обоями. Производитель наручных часов Seiko выпустил цифровые часы, напоминающие часы Венома Снейка; выпускающая очки и аксессуары компания JF Rey добавила в свой ассортимент ряд моделей, напоминающих очки Миллера и Оцелота из игры. Японская компания Sentinel, занимающаяся производством игрушек, выпустила накладные корпуса для смартфонов iPhone 5 и 5S, придающие им облик компьютера iDroid из игры, а также 28-сантиметровую модель робота «Сахелантроп», способную трансформироваться в вертикальное положение; другая модель больших размеров в масштабе 1/100 была выпущена компанией Kotobukiya. Производитель спортивной одежды и обуви Puma выпустил ряд курток, футболок и кроссовок с символикой игры Выпускались коллекционные фигурки, изображающие персонажей игры: компания Square Enix включила в серию PlayArts Kai фигурки нескольких персонажей, включая даже фигурку пса D-Dog в стелс-костюме. Компания Kaiyodo также выпустила в серии шарнирных кукол Revolmini фигурки Венома Снейка и советского солдата. Артбук с иллюстрациями и концепт-артами под названием The Art of Metal Gear Solid 5 был опубликован издательством Dark Horse Comics 2 ноября 2016 года.
В октябре 2017 года игра стала временно бесплатной на PlayStation 4 для подписчиков PlayStation Plus, а в мае следующего — на Xbox One по Xbox Live Gold.

### Metal Gear Solid V: The Definitive Experience
11 октября 2016 года Konami выпустила для Windows (через Steam), PlayStation 4 и Xbox One сборник Metal Gear Solid V: The Definitive Experience, включающий в себя три связанные игры — Metal Gear Solid V: Ground Zeroes, Metal Gear Solid V: The Phantom Pain и Metal Gear Online — многопользовательский режим The Phantom Pain, отделённый от основной игры. Первые упоминания этого сборника «утекли» в прессу ещё до официального анонса благодаря цифровым маркетплейсам Amazon и NetGames. Сборник содержал весь загружаемый контент, выпущенный для всех входящих игр, но в нём не было ничего, что не выходило ранее — никаких технических улучшений игр или новых миссий.

## Отзывы, продажи и награды
| Сводный рейтинг       | Сводный рейтинг                           |
| Агрегатор             | Оценка                                    |
| --------------------- | ----------------------------------------- |
| GameRankings          | (PC) 92,75 % (PS4) 91,59 % (XONE) 90,38 % |
| Metacritic            | (XONE) 95/100 (PC) 91/100 (PS4) 93/100    |
| Иноязычные издания    |                                           |
| Издание               | Оценка                                    |
| Destructoid           | 9/10                                      |
| EGM                   | 9,5/10                                    |
| Eurogamer             | «Важно»                                   |
| Famitsu               | 40/40                                     |
| Game Informer         | 9,25/10                                   |
| GameRevolution        | [ 108 ]                                   |
| GameSpot              | 10/10                                     |
| GameTrailers          | 9,3/10                                    |
| IGN                   | 10/10                                     |
| PC Gamer (US)         | 93/100                                    |
| Polygon               | 9/10                                      |
| USgamer               | [ 115 ]                                   |
| Digital Spy           | [ 116 ]                                   |
| Metro                 | 9/10                                      |
| PlayStation LifeStyle | 10/10                                     |
| The Guardian          | [ 119 ]                                   |
| The Independent       | [ 120 ]                                   |
| The Telegraph         | [ 121 ]                                   |
| Time                  | [ 122 ]                                   |
| Русскоязычные издания |                                           |
| Издание               | Оценка                                    |
| 3DNews                | 9/10                                      |
| PlayGround.ru         | 8,8/10                                    |
| Riot Pixels           | 77 %                                      |
| StopGame.ru           | «Похвально»                               |
| «Игромания»           | 9/10                                      |
| «Игры Mail.ru»        | 10/10                                     |
| Gamebomb.ru           | 9/10                                      |

Игра получила исключительно высокие оценки игровой прессы; по данным агрегатора Metacritic, игра заслужила «всеобщее признание».
Необычный для серии геймплей игры с открытым миром заслужил особенно восторженные оценки критики. Обозреватель IGN Винс Индженито назвал игру «настоящим геймплейным чудом», вознаграждающим интеллект и творческий подход со стороны игрока так, как это делают лишь немногие игры. Индженито отметил, что те геймплейные возможности, которые в самом начале подавляют игрока своим количеством, оборачиваются хорошо структурированным набором осмысленных систем, дающих игроку множество интересных решений на выбор. По словам Питера Брауна с Gamespot, та свобода, которую давала игроку Metal Gear Solid V: Ground Zeroes, блёкнет перед масштабами The Phantom Pain; в распоряжении игрока всегда есть огромный арсенал предметов и действий, которые хочется испытать если не из необходимости, то из любопытства. Рецензент Eurogamer Рик Стэнтон, называя The Phantom Pain «игрой мечты», отмечал, что игре удаётся соблюсти баланс между реализмом и развлечением: в живом и наполненном множеством опасностей и интересных предметов мире даже пересечение моста оказывается увлекательным. Захар Бочаров в обзоре для «Игромании» назвал игру «сумасшедшей в своей вариативности песочницей»: миссии игры похожи друг на друга лишь в начале и в конце с рывком к вертолёту, а между этими событиями игрок строит прохождение по собственному сценарию, и возможностей у него столько, что можно подбирать новую тактику хоть на каждую миссию.
По мнению Индженито, в сравнении с геймплеем повествование выглядит зыбким и недоделанным. По его словам, игра начинается уверенно, со зрелищного пролога, где тот самый стиль «технофэнтезийного военного аниме с живыми актёрами», с которым серия Metal Gear раньше только заигрывала, принимается как должное и используется в полной мере; но потом сценарий забывает поднятые в начале игры вопросы и лишь в самом конце, спустя много часов игры, отвечает на них — поспешно и неубедительно, пусть некоторые из этих ответов и хорошо вписываются в общее повествование серии. Игра поднимает острые темы — мести, детей-солдат, пыток — но ей практически нечего по ним сказать, кроме того, что они существуют. Дэвид Робертс в обзоре для GamesRadar особенно жаловался на Черепа — злодея, который оказался настолько «непропечённым», что «Гордон Рамзи вышвырнул бы его в мусорное ведро и назвал бы Кодзиму ослом»; финал первой главы, где сразу двух самым пугающих злодеев игры вычеркивают из повествования на манер Бобы Фетта в «Звездных Войнах», Робертс назвал одним из самых разочаровывающих в истории компьютерных игр. Главный повествовательный конфликт игры уже закончен, а она всё продолжается, дрейфуя в пространстве без всякой цели — и в этой части игры есть сильные и яркие моменты, но они уже мало связаны друг с другом. Рич Стэнтон из Eurogamer считал, что Кодзима «наконец-то научился рассказывать истории», сравнивая игру с провальной в сюжетном плане Metal Gear Solid 4: Guns of the Patriots: катсцены здесь гораздо короче и энергичнее, но так же хорошо поставлены, а вся дополнительная информация об эпохе, в которой происходит действие игры и отступления от сюжета, которые так любит Кодзима, вынесены в сторону – в необязательные аудиозаписи. Это более циничная и приближенная к реальности игра, чем предыдущие Metal Gear. Андрей Загудаев в рецензии для Игры@Mail.ru отмечал, что Кодзима «сильно повзрослел» как автор и постановщик, научился коротко и внятно излагать мысли, сильно не отвлекаясь от игрового процесса. Он проводил параллель между сюжетом игры и жизнью и работой самого её автора: строительство базы воспринимается как намек на управление игровой студией, и боль и горечь, которые передаёт игра, можно воспринимать как чувства самого Кодзимы, прощающегося с делом своей жизни. В этом отношении The Phantom Pain можно считать самой личной, глубокой и пронзительной игрой всего шпионского цикла.

### Продажи
В первые пять дней после выхода в магазины по всему миру было отгружено 3 миллиона копий Metal Gear Solid V: The Phantom Pain на всех платформах. В день выхода продажи игры общая выручка от продаж игры превысила 179 миллионов долларов США — больше, чем у вместе взятых голливудских блокбастеров «Мстители» и «Мир юрского периода» в их дни выхода на экран. В Японии за первую неделю продаж на PlayStation 3 и Playstation 4 было продано 411 199 дисков с игрой — больше, чем у любой другой игры в этой стране и за эту неделю. Как минимум в Великобритании версия игры для Playstation 4 пользовалась намного большей популярностью, чем версия для конкурирующей игровой приставки Xbox One — 72 % продаж пришлись на Playstation 4, 22 % на Xbox One и лишь 5 % — на консоли предыдущего поколения. К концу сентября 2015 года количество отгруженных в магазины копий игры превысило 5 миллионов, а к концу декабря — 6 миллионов, вдвое больше первоначального тиража. Летом 2018 года, благодаря уязвимости в защите Steam Web API, стало известно, что точное количество пользователей сервиса Steam, которые играли в игру хотя бы один раз, составляет 1 750 593 человека.

### Награды
Metal Gear Solid V: The Phantom Pain получила звание «лучшей игры года» от нескольких изданий, в том числе PC Gamer, Game Revolution, GamesRadar+ и Entertainment Weekly.
| Награда                                       | Категория                                  | Результат | Ист.            |
| --------------------------------------------- | ------------------------------------------ | --------- | --------------- |
| Golden Joystick Awards 2015                   | Лучшая игра года                           | Номинация | [ 141 ] [ 142 ] |
| Golden Joystick Awards 2015                   | Выбор критиков                             | Победа    | [ 141 ] [ 142 ] |
| The Game Awards 2015                          | Игра года                                  | Номинация | [ 143 ]         |
| The Game Awards 2015                          | Лучшая игра в жанре Action/Adventure       | Победа    | [ 143 ]         |
| The Game Awards 2015                          | Лучший арт-дирекшн                         | Номинация | [ 143 ]         |
| The Game Awards 2015                          | Лучшее музыкальное сопровождение/саундтрек | Победа    | [ 143 ]         |
| D.I.C.E. Awards                               | Приключенческая игра года                  | Победа    | [ 144 ]         |
| Премия Британской Академии в области видеоигр | Лучшая игра                                | Номинация | [ 145 ]         |
| Премия Британской Академии в области видеоигр | Художественное достижение                  | Номинация | [ 145 ]         |
| Премия Британской Академии в области видеоигр | Достижение в области звука                 | Номинация | [ 145 ]         |
| Премия Британской Академии в области видеоигр | Инновация в играх                          | Номинация | [ 145 ]         |
| Game Developers Choice Awards                 | Игра года                                  | Номинация | [ 146 ]         |
| Game Developers Choice Awards                 | Лучший звук                                | Номинация | [ 146 ]         |
| Game Developers Choice Awards                 | Лучший дизайн                              | Номинация | [ 146 ]         |
| Game Developers Choice Awards                 | Лучшие технологии                          | Номинация | [ 146 ]         |
| Japan Game Awards                             | Награда за превосходство                   | Победа    | [ 147 ]         |

## Комментарии
1. ↑  На японском языке: メタルギアソリッドV ザ・ファントム・ペイン мэтару гиа сориддо файбу дза фантому пэйнн. Подзаголовок The Phantom Pain имеет смысл «фантомная боль».